# Anders Nilsson (ishockeyforward)
Anders Nilsson, född 25 juni 1977 i Västervik, Kalmar län, är en svensk före detta ishockeyspelare.